# Římskokatolická farnost Rohle
Římskokatolická farnost Rohle je územní společenství římských katolíků v děkanátu Zábřeh s farním kostelem Nanebevzetí Panny Marie.

## Historie farnosti
Současný kostel je empírovou stavbou z let 1802–1803. byl postaven místo již nevyhovujícího kostela, který stál opodál. Rohelský kostel má celkem 3 zvony, nejstarší je z roku 1540.
Od 1. 10. 1908 - 31. 12. 1938 působil jako farář P. Bohumil Egidius Vratislav Balcárek (1865 Jarohněvice-1955 Prostějov), vysvěcen 1889, děkan, arcibiskupský rada, kněz jubilár.

## Duchovní správci
K lednu 2017 je zde administrátorem excurrendo R. D. Mgr. Jaroslav Šíma.

## Bohoslužby
| Kostel                       | Místo       | Bohoslužba (den)       | Hodina                 | Poznámka        |
| ---------------------------- | ----------- | ---------------------- | ---------------------- | --------------- |
| Kostel sv. Gottharda         | Janoslavice | neslouží se pravidelně | neslouží se pravidelně | filiální kostel |
| Kaple Navštívení Panny Marie | Kamenná     | neslouží se pravidelně | neslouží se pravidelně | obecní kaple    |
| Kaple sv. Jana a Pavla       | Nedvězí     | neslouží se pravidelně | neslouží se pravidelně | obecní kaple    |
| Kostel sv. Martina           | Rohle       | neděle úterý           | 9.30 9.00              | farní kostel    |

## Kněží pocházející z farnosti
- P. Johann Meintzl (* 3. ledna 1815 v Rohli čp. 61; vysvěcen na kněze 4. srpna 1842 v Olomouci; + 7. listopadu 1869 v Horním Domašově)
- P. Joseph Meintzl (* 19. května 1822 v Rohli čp. 61; vysvěcen na kněze 1845)

## Aktivity farnosti
Farnost se pravidelně podílí na projektu Noc kostelů 
Každoročně se ve farnosti koná tříkrálová sbírka, v roce 2016 se při ní vybralo v Rohli 7 108 korun.